# Aiken-code
De Aiken-code of de 2-4-2-1-code is een variant op de BCD-code. Deze code wordt vooral gebruikt in overdracht van bestanden, zo kunnen fouten daarin beter voorkomen worden.
De Aiken-code is een zelfcomplementerende code. Dat wil zeggen dat als we een willekeurig cijfer bij zijn binaire complement (1 vervangen door 0 en omgekeerd) optellen, er altijd decimaal 9 uitkomt. Bijvoorbeeld: 3 = 0011. Het binaire complement daarvan is 1100, de code voor het cijfer 6. En 3 + 6 = 9. 
De codering van de negen decimale cijfers in de Aiken-code:

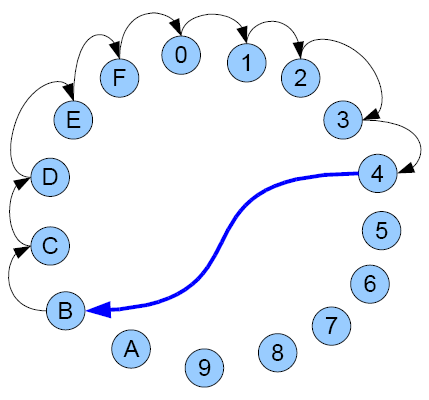

| decimaal | d of MSB | c | b | a of LSB |
| -------- | -------- | - | - | -------- |
| 0        | 0        | 0 | 0 | 0        |
| 1        | 0        | 0 | 0 | 1        |
| 2        | 0        | 0 | 1 | 0        |
| 3        | 0        | 0 | 1 | 1        |
| 4        | 0        | 1 | 0 | 0        |
| 5        | 1        | 0 | 1 | 1        |
| 6        | 1        | 1 | 0 | 0        |
| 7        | 1        | 1 | 0 | 1        |
| 8        | 1        | 1 | 1 | 0        |
| 9        | 1        | 1 | 1 | 1        |